# El Plantío
El Plantío es un barrio administrativo en el distrito de Moncloa-Aravaca, en Madrid (España), situado a 40,46 grados de latitud y -3,83 de longitud. Este está formado por La Florida, Casaquemada y el propio Plantío. Con un alto poder adquisitivo, este barrio es uno de los que cuenta con mayor renta media anual por hogar de la ciudad de Madrid.

## Situación
Situado al oeste de la capital de España y limitando con las poblaciones de Majadahonda, Pozuelo de Alarcón y Las Rozas de Madrid; es una estrecha franja de viviendas unifamiliares y pisos de 2 o 3 alturas como máximo, situado entre la A-6 y el Monte del Pilar, recorrido longitudinalmente por la Avenida de la Victoria, que se corresponde con el antiguo trazado de la N-VI (Carretera de La Coruña). El gentilicio de este barrio es planito/a. Históricamente surgió a partir de la construcción de numerosas viviendas unifamiliares de veraneo ("hotelitos") de residentes en Madrid, aprovechando el inmejorable entorno natural en el que se encontraba la localidad (estando el Monte del Pardo al norte y el Monte del Pilar al sur). En su mayor parte, el barrio ha mantenido esta condición, si bien los antiguos chalets conviven en la actualidad con promociones de chalets adosados y algunas construcciones en altura de 2 a 3 pisos, así como el Centro Comercial Sexta Avenida en la confluencia de la antigua Carretera de La Coruña con la actual A-6.

## Historia urbanística
Con la desamortización del XIX, la finca El Plantío (de Aravaca, Majadahonda y Pozuelo) pasaría a manos del marqués de Remisa, financiero catalán afincado en Madrid, convirtiéndose, como era norma en estos casos, en una propiedad dedicada a la caza y el recreo de la clase alta madrileña. Pese a unos intentos previos de repoblamiento rural al hilo de la Ley de Colonias Agrícolas de 1868, la primitiva colonia, que se configura en manzanas aproximadamente rectangulares por el cruce de bastantes calles transversales y cortas con un par de ejes longitudinales paralelos a la carretera y a la avenida, tuvo origen en el ferrocarril, pues, al amparo de las posibilidades de comunicación brindadas por el apeadero levantado en 1906 para el servicio de los propietarios de la finca y los cazadores, fue creada en 1909 sobre terrenos donados para su parcelación a la Sociedad de Ferroviarios con objeto de que sus afiliados se establecieran en el lugar de forma permanente. Varias edificaciones fueron construidas en un estilo neomudéjar muy sencillo, a imagen del bonito pabellón de acceso a la principal mancha forestal de Aravaca, de pino piñonero y limítrofe a la vía férrea, entonces propiedad del marqués de Giraldelli y unida al monte de la Escorzonera de Pozuelo, cuyo dueño era don Segismundo Moret. Muchas de las persistencias junto al ferrocarril son hoy sede del pequeño terciario que se ofrece al barrio, entre ellos, algunos restaurantes.
El tren y las características naturales del entorno propiciaron la llegada de excursionistas, construyéndose segundas residencias en forma de "chalets" con jardines habitados preferentemente por industriales y profesionales, con lo que en 1920 El Plantío, que ya disponía del nuevo apeadero construido por Amós Salvador, figuraba como un núcleo habitacional en el Nomenclátor. Las edificaciones, por lo general de piedra granítica, solían ser de reducidas dimensiones y ocupaban parcelas mucho menores que las de la margen derecha de la N-VI. Junto a muchos ejemplos de eclecticismo decimonónico o primisecular, tan denostados por Leopoldo Torres Balbás, llenos de pretenciosas decoraciones historicistas, complicadas y apuntadas cubiertas y variopintas torres, y entre los que se encuentran las diversas variantes regionalistas, preferentemente norteñas, con mixtificaciones de todo tipo y voladas cubiertas de teja plana sobre jabalcones de madera, se hallan otros como la preciosa casa modernista conocida como ....; además, y hasta cuajar el Viejo Plantío en 1936 con un centenar largo de residencias, fueron surgiendo numerosas muestras de arquitectura popular sin estilo, en la línea del apeadero, y también casas con toda la desnudez del Movimiento Moderno, "a base de líneas horizontales sin preocupación tradicionalista", en palabras de Casto Fernández-Shaw, "sólo pensando en un conjunto equilibrado de masas tranquilas que armonizasen con el paisaje en forma y color"; se identificaban por sus sencillas plantas y la imagen de arquitectura naval, con maclas funcionales de volúmenes puros, de directriz recta o curva, terrazas planas bordeadas de limpias barandillas de tubo, finas marquesinas, huecos en forma de óculos o desplegados horizontalmente y rompiendo la esquina a la par que se enrasan en las blancas fachadas, fragmentándose en ocasiones por bandas de ladrillo visto en relieve. De los ejemplos de Manuel Bringas, Muñoz Monasterio y otros "modernos" del momento, apenas nada permanece, si bien en algunas residencias todavía pueden apreciarse supervivencias racionalistas.
Los efectos de la guerra civil fueron devastadores; quedaron en pie 48 viviendas y casi todas debieron repararse. Entre los múltiples ejemplos de esa época, hay que referirse a la reducida y modesta vivienda de dos alturas que Antonio Palacios se construyó en 1942 como refugio ocasional y donde pasó los últimos meses de su vida hasta su muerte en 1945. Muy compacta, al modo de un cubo achaflanado en las esquinas, mostraba un sencillo semblante historicista de apariencia ajena al "arquitecto de la piedra". De 1947 es la gran mansión proyectada por Luis Gutiérrez Soto en el vecino Monte del Pilar para la familia de su propietario, don Antonio Oriol. Sigue el mismo estilo de otras edificaciones singulares contemporáneas como los "chalets sociales" del Club de Campo y del Club Deportivo Puerta de Hierro, en las que por encima de su formalización externa, de marcado cariz popular-tradicionalista, destacan las plantas, obedientes a un extenso programa de necesidades y muy jerarquizadas, que se expanden en sendos brazos articulados en torno a un núcleo compacto de modo que queden diferenciados con claridad los diversos ámbitos que las componen. 
En la década de los cincuenta, Gutiérrez Soto levantará en el barrio, así como en la Colonia Puerta de Hierro, la Cuesta de las Perdices y algún municipio de la periferia madrileña, varias casas que, como las de otros arquitectos, siguieron similares modelos, aunque de manera más modesta, lo que redundaría en una mayor modernidad gracias a la ausencia de pretensiones y a la perseguida falta de estilo en aras de la ansiada funcionalidad: viviendas con claridad volumétrica, amplios ventanales, a veces en secuencias repetitivas, y materiales simples, que a partir de un cuerpo focal se proyectan en el espacio circundante mediante alas a distinta altura, pabellones auxiliares, porches, terrazas y pérgolas, con lo que se crea una gradación de ámbitos entre el interior y la naturaleza. Fernando Moreno Barberá sería autor de algunos de los ejemplos más acertados en este sentido. Otros pocos felices resultan visiones más o menos acomodadas de la arquitectura rural, caracterizadas por la alternancia del revoco y la piedra en fachadas, los porches con arquerías de medio punto en el polo opuesto a cómo se utilizan en el cercano hipódromo y las cubiertas inclinadas que pretenden una imagen de solidez y confortabilidad anclada en la tradición. 
Es frecuente que en los primitivos "chalets" se hayan efectuado obras de reforma y ampliación, generando un cambio de usos, en los que predominan las residencias de ancianos y las escuelas infantiles o pequeños colegios de élite o de minorías, como el St. Michael School o el Colegio japonés. Aunque todavía persisten un gran número de viviendas procedentes de la Colonia, otras han cedido sus solares a pequeñas actuaciones de viviendas pareadas y adosadas e, incluso, a edificios de oficinas de pequeño volumen que buscan el frente a la carretera de La Coruña. No hay que dejar de referirse al conjunto de la Iglesia de Nuestra Señora del Carmen, situada muy cerca del apeadero, junto al barrio de ferroviarios, y construida en un estilo afín al de Regiones Devastadas, que tanta presencia tuvo en el núcleo de Aravaca.

## Transportes
En materia de transportes, toda esta zona aún perteneciendo al término municipal de Madrid utiliza la corona tarifaria B1 para las líneas interurbanas 650A, 650B, 651, 652, 653, 654, N901 y N906 que discurren por la avenida de la Victoria en su trayecto hacia Majadahonda, excepto en los horarios de utilización del Bus-VAO. Para la EMT (líneas 162 (que discurre por Casaquemada) y 163 (que conecta este barrio con el de Aravaca y su estación de ferrocarril), sigue siendo zona A. Está incluida además en la línea VAC-246 que lo conecta con Segovia y hasta Melgar de Fernamental con hijuelas.

### Cercanías Madrid
El barrio cuenta con la estación de El Barrial-Centro Comercial Pozuelo, en las líneas C-7 y C-10.
| Línea | Origen/Destino                                            |
| ----- | --------------------------------------------------------- |
|       | Alcalá de Henares/Atocha/Recoletos/Chamartín/Príncipe Pío |
|       | Villalba/Príncipe Pío/Atocha/Recoletos/Chamartín          |

### Metro de Madrid / Metro Ligero
Ninguna estación de metro da servicio al barrio. Las más cercanas son Moncloa (líneas 3 y 6, barrio de Argüelles) a la que se puede llegar mediante la línea 162 de la EMT o cualquier línea interurbana, Príncipe Pío (líneas 6, 10 y Ramal, barrio de Argüelles) y Estación de Aravaca (línea ML2, barrio de Aravaca), a las que se puede llegar mediante las líneas C-7 y C-10 de Cercanías. 

### Autobuses
Las líneas que prestan servicio son:
| Línea | Terminales                                                                               |
| ----- | ---------------------------------------------------------------------------------------- |
| 162   | Moncloa - El Barrial                                                                     |
| 163   | Estación de Aravaca - El Plantío                                                         |
| 650A  | Hospital Puerta de Hierro - Majadahonda - Pozuelo de Alarcón - Hospital Puerta de Hierro |
| 650B  | Hospital Puerta de Hierro - Pozuelo de Alarcón - Majadahonda - Hospital Puerta de Hierro |
| 651   | Madrid (Moncloa) - Majadahonda (Avenida de España)                                       |
| 652   | Madrid (Moncloa) - Majadahonda (Carril del Tejar)                                        |
| 653   | Madrid (Moncloa) - Majadahonda (Hospital) por Estación FFCC                              |
| 654   | Madrid (Moncloa) - Majadahonda (Urb. Los Satélites)                                      |
| N901  | Madrid-Pozuelo-Majadahonda-Madrid                                                        |
| N906  | Madrid-Majadahonda-Pozuelo-Madrid                                                        |

## Educación
El barrio tiene el Colegio Japonés de Madrid (CJM; EN), un colegio japonés en el extranjero. El CJM incluyendo la Escuela Complementaria Japonesa de Madrid, un instituto complementario japonés a tiempo parcial.